# Nickel(II)-chromat
Nickelchromat ist eine anorganische chemische Verbindung des Nickels aus der Gruppe der Chromate.

## Gewinnung und Darstellung
Nickelchromat kann durch Reaktion von Nickel(II)-carbonat mit Chromtrioxid bei 260 °C gewonnen werden.
{\displaystyle \mathrm {NiCO_{3}+CrO_{3}\longrightarrow NiCrO_{4}+CO_{2}\uparrow } }

## Eigenschaften
Nickelchromat ist als Hydrat ein kristalliner grüner geruchloser Feststoff, der löslich in Wasser ist. Er besitzt eine orthorhombische Kristallstruktur mit der Raumgruppe Cmcm (Raumgruppen-Nr. 63).

## Verwendung
Nickelchromat wird als Katalysator verwendet.